# Tisbe varipes
Tisbe varipes är en kräftdjursart som beskrevs av Ernst Marcus 1974. Tisbe varipes ingår i släktet Tisbe och familjen Tisbidae. Inga underarter finns listade i Catalogue of Life.